# جورجينا كلوغ
جورجينا كلوغ (بالإسبانية: Georgina Klug؛ مواليد 11 يونيو 1984) هي لاعبة كرة طائرة شاطئية أرجنتينية.
فازت جورجينا بالميدالية الذهبية في دورة الألعاب الأمريكية 2015 مع آنا جالي. مثلت بلدها في دورة الالعاب الاولمبية الصيفية 2016.

## وصلات خارجية
- جورجينا كلوغ على موقع الاتحاد الدولي beach volleyball database (الإنجليزية)
- جورجينا كلوغ على موقع قاعدة بيانات الكرة الطائرة الشاطئية (الإنجليزية)
- جورجينا كلوغ على موقع عالم الكرة الطائرة (الإنجليزية)
- جورجينا كلوغ على موقع دوري الدرجة الأولى الإيطالي للكرة الطائرة - سيدات (الإيطالية)
- جورجينا كلوغ على موقع أوليمبيديا (الإنجليزية)
- جورجينا كلوغ على موقع اللجنة الأولمبية الأرجنتينية (الإسبانية)